# روی دی کاروا
روی دی کاروا (انگلیسی: Roy DeCarava؛ ۹ دسامبر ۱۹۱۹ – ۲۷ اکتبر ۲۰۰۹) عکاس، و استاد دانشگاه اهل ایالات متحده آمریکا بود.
وی همچنین برندهٔ جوایزی همچون نشان ملی هنر و کمک‌هزینه گوگنهایم شده‌است.